# Складчатомордый листонос
Складчатомордый листонос (лат. Centurio senex) — вид летучих мышей монотипического рода Centurio семейства листоносых, обитающий в Центральной и Южной Америке. Номинативный подвид (C. s. senex) распространён от Мексики на юго-восток через Центральную Америку до севера Колумбии и Венесуэлы, на острове Тринидад обитает подвид Centurio senex greenhalli (возможно, также встречается на о. Тобаго и на прилегающей части материка).

## Описание
Длина тела от 55 до 70 мм, длина предплечья 41-45 мм, вес от 17 до 28 граммов. Не имеет хвоста. Самки немного крупнее самцов. Спина желтовато-коричневого цвета, в то время как брюхо светлее;  в целом окраска тела варьирует от серой до различных оттенков коричневого. Участок перепонки крыла между четвёртым и пятым пальцами примечателен полосатым узором из чередующихся прозрачных и непрозрачных участков кожи. В меньшей степени такой узор выражен между пятым пальцем и предплечьем.
Нос короткий; несмотря на место в классификации, у животного нет листовидного выроста на носу. Рот короткий, круглый, голый, покрыт мясистым образованием, более выраженным у самцов. Складки кожи на морде самцов содержат пахучие железы. Рот окружён белыми волосами на подбородке и шее. Череп необычно короткий и широкий. Сила укуса у этого вида на 20% больше по сравнению с рукокрылыми сходного размера и рациона. Подвид Centurio senex greenhalli отличается от номинативного подвида более крупными размерами, более выраженными куполообразной формой черепа и сагиттальным гребнем, более коротким зубным рядом на нижней челюсти.
Глаза относительно большие; радужная оболочка золотистого цвета. Уши длинные, узкие, желтоватые; козелок умеренной длины. Зубная формула: {\displaystyle I{\frac {2}{2}}C{\frac {1}{1}}P{\frac {2}{2}}M{\frac {2}{2}}=28}. Кариотип 2n = 28, FN = 52.

## Образ жизни
Живёт в лиственных и вечнозелёных лесах, сезонно затопляемых лесах на высоте до 1000 метров над уровнем моря. Также встречается в сухих лесах, галерейных лесах, плантациях, садах, может жить в городских парках. Относительно редок, но не считается находящимся под угрозой исчезновения.
Ведёт ночной образ жизни, днём скрывается среди лиан и густой растительности. Самцы днюют в одиночку или небольшими группами по 2—3 особи, а самки скрываются среди густой листвы большими скоплениями. Во время днёвки животное закрывает морду складкой кожи, растущей на подбородке, причём участки, закрывающие глаза, полупрозрачны и позволяют животному различать освещённость и замечать движение вокруг. Активность начинается вскоре после захода солнца и уменьшается во время полнолуния. Животное вылетает кормиться стаями, что является способом защиты, не позволяя хищнику сконцентрировать внимание на отдельной особи. Полёт быстрый, напоминает полёт большого тяжёлого жука; иногда животное летает, держа тело в вертикальном положении.
Почти исключительно фруктоядный вид, предпочитает переспевшие бананы, манго и папайю. В природе поедает плоды Spondias radlkoferi, Drypetes lateriflora, Ficus sp., Guettarda foliacea, Vitex mollis, Maclura tinctoria. Питается, прокусывая плод и высасывая его сок, при этом складки на морде направляют сок в рот животного. Эти летучие мыши способны накапливать мякоть плода во рту, пока выросты между губами и дёснами фильтруют из неё сок. Поедая несочные фрукты, животное подолгу жуёт пищевой комок, а затем просто выплёвывает волокна. Если пищи не хватает, может поедать недозрелые плоды. Также наблюдалось поедание этими рукокрылыми семян Sideroxylon capiri (Sapotaceae).
Отмечается, что этот вид может быть опылителем культурных растений.

## Размножение
Самцы издают сильный мускусный запах из кожи под подбородком, вероятно, для привлечения самок. Спаривание происходит  с января по август, пик половой активности самцов наблюдается в марте. Как правило, рождается один детёныш. Лактирующие самки наблюдались в феврале, марте и августе. Беременные самки устраиваются на днёвку на тех же деревьях, что и самцы (вне сезона размножения самки и самцы днюют порознь).